# Национальная сельскохозяйственная библиотека США
Национальная сельскохозяйственная библиотека США является одной из крупнейших в мире библиотек сельскохозяйственных исследований. Расположена в Белтсвилле, штат Мэриленд. .
Библиотека основана 15 мая в 1862 году благодаря указу Авраама Линкольна, и постепенно развиваясь, превратилась в огромное хранилище книг, а также в главный цифровой информационный и координационный
центр Министерства сельского хозяйства страны. В 2000 году было принято решение назвать библиотеку именем основателя.
В фондах учреждения содержится не только большой ассортимент современных изданий, но и редкие документы, имеющие также большую историческую ценность (начиная с 15-16 в.), периодика, фотографии,
аудиовизуальные материалы и многое другое. Первым библиотекарем, назначенным в 1867 году, был Аарон Б. Грош , один из основателей Национального фермерского хозяйства Ордена покровителей земледелия.